# Quốc kỳ Sri Lanka
Quốc kì Sri Lanka (tiếng Sinhala: ශ්‍රී ලංකා ජාතික කොඩිය; tiếng Tamil: இலங்கையின் தேசியக்கொடி) hay còn gọi là Cờ Sư tử có hình con sư tử vàng cầm chặt thanh kiếm chiến đấu ở giữa tượng trưng cho sự dũng cảm. Bốn lá bồ đề xung quanh biểu trưng cho tín ngưỡng Phật giáo. Màu cà phê, cam, lục trên cờ biểu thị cho dân tộc Sinhalese cùng các dân tộc khác ở đây.
Lá cờ này đã được chọn dùng năm 1950 theo đề xuất của một ủy ban được bổ nhiệm bởi Thủ tướng thứ nhất của Ceylon, The Rt Hon D.S. Senanayake.